# Copiocerinae
Copiocerinae es una subfamilia de insectos ortópteros caelíferos perteneciente a la familia Acrididae. Se encuentra en América.

## Géneros
Según Orthoptera Species File (1.er avril 2010):
- Aleuasini Brunner von Wattenwyl, 1893
  - Aleuas Stål, 1878
  - Zygoclistron Rehn, 1905
- Clematodini Rehn, & Eades, 1961
  - Apoxitettix Descamps, 1984
  - Bucephalacris Giglio-Tos, 1894
  - Chapulacris Descamps, 1975
  - Clematodes Scudder, 1900
  - Dellia Stål, 1878
  - Eucopiocera Bruner, 1908
  - Halffterina Descamps, 1975
- Copiocerini Brunner von Wattenwyl, 1893
  - Adimantus Stål, 1878
  - Antiphon Stål, 1878
  - Caenacris Amédégnato & Descamps, 1979
  - Chlorohippus Bruner, 1911
  - Contacris Amédégnato & Descamps, 1979
  - Copiocera Burmeister, 1838
  - Copiocerina Descamps, 1978
  - Copiotettix Descamps, 1984
  - Cyphacris Gerstaecker, 1889
  - Episcopotettix Rehn, 1903
  - Eumecacris Descamps & Amédégnato, 1972
  - Hippacris Scudder, 1865
  - Monachidium Serville, 1831
  - Oncolopha Stål, 1873
  - Opshomala Serville, 1831